# Thatched House Lodge
Thatched House Lodge er en kongelig residens i Richmond upon Thames i London. 
Hovedhuset har seks modtagelsesrum og seks soveværelser og grunden er 16 hektar. Der er også et sommerhus i to etager fra 1700-tallet på grunden; det er det hus med stråtag (thatch), som har givet navn til hovedbygningen. Siden 1963 har huset været Alexandra, lady Ogilvys hjem. Det blev leaset af Crown Estate af Angus Ogilvy, efter at parret giftede sig.

## Historie
Den var oprindelig to huse, begge kaldet Aldridge Lodge, som blev rejst for parkbetjentene i Richmond. I 1727 udvidede Hugh Walpole dem, og i 1771 blev de bygget sammen og fik det nuværende navn af sir John Sloane. Det har tidligere været kendt som Burkitt's Lodge. 
Huset har været brugt af forskellige medlemmer af det kongelige hushold, blandt andet general Edward Bowater og general Lynedoch Gardiner som arbejdede for prins Albert og dronning Victoria, og af Louis Greig som arbejdede for Georg VI, før denne blev konge. Under 2. verdenskrig boede Dwight D. Eisenhower i huset, når han besøgte Storbritannien.
51°25′39″N 0°17′7″V / 51.42750°N 0.28528°V